# クレジットタイトル

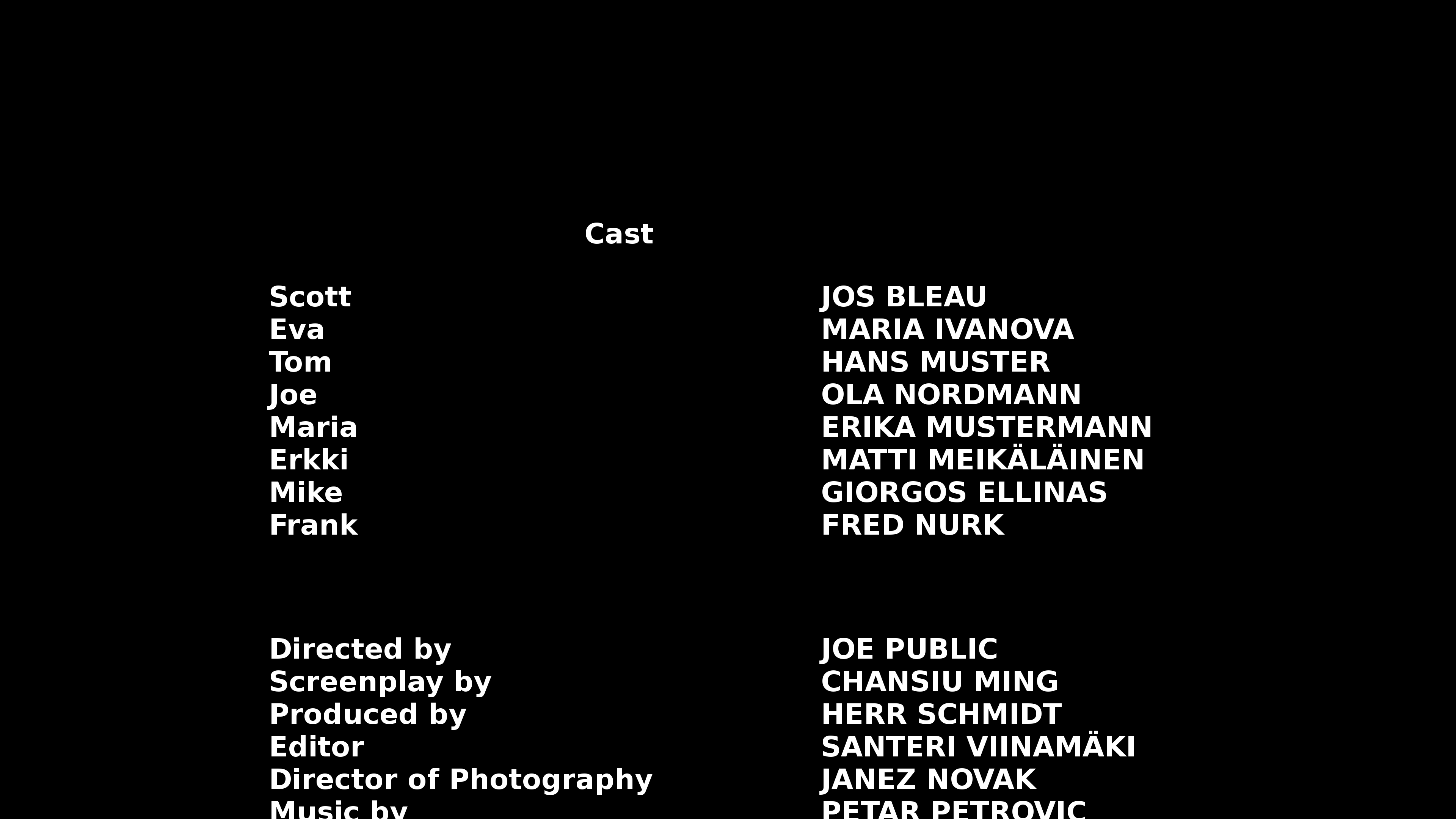
黒画面・白文字に下から上にスクロールする場合（スタッフロール）のエンドクレジットのイメージ。（静止画画像）

クレジットタイトル（credit title）、略称クレジット（credit）は、複数の人物が関わる視覚的な作品で、作品名表示（タイトル）に次ぐ名簿の一種である。出演者（キャスト）、裏支えの製作・制作者（スタッフ）、製作・制作に携わる企業・団体などの名称を、字幕などを用いて作中のいずれかに表示する。
従前は部門長スタッフとキャストをそれぞれ10 - 20名、オープニングかエンディングのいずれかで記する事例が多かった。
現代の劇場映画は、端役出演者、部分的に参加した助手スタッフ、余多の関係者や協力団体などを記してエンドロールが長大化する事例も多い。これはジョージ・ルーカスが低予算映画『アメリカン・グラフィティ』で、スタッフの安い給料の代わりに、クレジットを表示するという条件を出し、多くのスタッフが受け入れたことが始まりである。
映画・テレビ番組のほか、音楽媒体のパッケージ上や、ゲームソフトのプレー画面中などにおいても「クレジットする」と動詞化した使い方も見られる。

## 概要
クレジットの原義は「信用」で、キャスト、スタッフなど、各パートの責任者を明確にする意味がある。

### 表示のタイミング・種別、呼称の違い、デザイン
クレジットタイトルの種類・名称は以下がある。
表示タイミングによる分類
- オープニングクレジット (opening credits)
- タイトルロール (title roll)
- エンディングクレジット (ending credits)、エンドクレジット (end credit)、クロージングクレジット (closing credits)、エンドロール (end roll)、エンディングロール (ending roll)

人物の関わり方による分類
- スタッフロール (staff roll)、スタッフクレジッツ (staff credits)

「ロール」はおおむね、文字情報が下から上、あるいは右から左へに（縦書きをした言語や横書きで右から左へ書く言語では左から右に）一括して流れるように表示されるものを指す。ロール (roll) とは巻物の意味で、かつて実際にクレジットを書いた巻物を用意して、それを開くさまを撮影したことに由来する。「エンドロール」「エンディングロール」は英語圏ではほとんど用いられない。
「スタッフロール」はキャスト情報を含んでそう呼ぶのが一般的である。
映画、テレビ番組などの映像コンテンツでは、クレジットの多くは本編の最初あるいは最後、もしくはその双方に配置される。その場合、原則として、オープニングでは主要なクレジットのみ（主演などの主要な出演者、制作プロダクション、原作者、プロデューサー、監督）が、エンディングではすべてのクレジットが表示される。映画タイトル、番組タイトルの表示に続いて表示される出演俳優リスト、スタッフリストはタイトル・ロールとも呼ばれる。双方配置の場合、「終」など、作品の終了を示す表示のあとにクレジットの表示が始まるように配置されることから、観客・視聴者の間では「本編の余韻を楽しむための時間」という認識が強くなっている。
ハリウッド作品やその他英語圏の作品の多くは、オープニング・クレジットで表示されたスタッフ（キャスト以外）は、エンディング・クレジットで再度表示されることはない。
これらのクレジットタイトルが含まれる映像部分、または文字情報に対する「地」の部分をタイトルバックと呼ぶ。特に映画のタイトルバックは作品における重要な構成要素とされ、アルフレッド・ヒッチコック監督の1960年の映画『サイコ』のソール・バスによるクレジットデザインは新たな領域を生み出した作品として評価されている。
オープニングの場合はキャストに限りその役柄を示す映像情報と文字情報、エンドクレジットの場合はキャスト・スタッフいずれも文字情報のみで、それぞれ表示されることが一般的だが、アマチュア映画などでスタッフの顔写真を用いた例がある。

## クレジット順
映像作品のクレジットは通常、キャスト→スタッフの順に表示される。ロケ地や、劇中音楽など、その他の情報の表示タイミングは媒体や作品により異なる。

### キャストの順と肩書き
演技作品の場合、原則として主演者は冒頭に表示される。主演である旨を示す文字情報（「主演」「Starring」など）が加えられる場合もある。
出演者の名と役名が併記される場合と、されない場合がある。
キャストのクレジット順に注目する観客・視聴者が多いことから、その順序はスタッフ側にとっても極めて繊細な問題とされ、その配置によっては出演者と製作側との契約上の紛争に発展することがある。
主演者に匹敵するか、より重んじられる出演者を、キャスト順の最後に配置する手法があり、日本語では「トメ（止め、留め）」という。複数の名が並ぶ表示形式の場合、線を引いて区別する場合もある。多数の脇役の連名でキャストクレジットが終わり、「トメ」にあたるクレジットが存在しないこともあり、日本の作品ではこの場合2番目に表示される俳優が序列2番目扱いとなる。日本語の「トメ」は歌舞伎の番付における「留め筆」（看板やビラの最後に記される座頭の意）や落語、相撲などの「止め名」から来ている。ハリウッド作品の場合、オープニング・クレジットのキャストの最後に「and 俳優名 as 役名」と表記する方式が多く取られている。
新人俳優が初めてオープニング・クレジットに表記される場合、ハリウッド作品では「Introducing 俳優名」、日本作品では「俳優名（新人）」などと表記されることが多い。
特別出演（後述）に該当する、またはその扱いに相当するキャストは、その旨を表記するか、クレジットの表示方法を他者と少し変える（他よりも長めの時間で映し出す、「起こし」と呼ばれる特別の表示手法などを用いる）ことで目立たせる工夫が図られることがある。外国作品の場合「Co-Starring」「Also Starring」など、主演に次ぐ共演者であることを示す表記が添えられる場合もある。
フィクション作品の場合、本編で名前が明かされていない登場人物は名前を伏せることがある。また、演出上キャストをあえて表記しなかったり、偽名を用いる場合もある。これらのことを、日本では「ノンクレジット」とも称する。
また、連続テレビドラマなどのように表示できるキャスト数に制限がある場合には端役などのキャスト表記を省略する場合があり、この場合も「ノンクレジット」と称する。
準主役・脇役がフィーチャーされるエピソードでは、当該出演者が一番上にクレジットされる事例がある。日本のテレビアニメでは「お当番回」と俗称される。
撮影に参加したキャスト・スタッフが作品の公開までに亡くなった場合、追悼の意を込めて、故人の氏名部分を四角で囲んだり、「In the memory of ○○」「○○（「氏」もしくは「さん」）に捧ぐ（捧げる）」などと特別に表記したりする事例が見られる（献辞）。

#### 特別出演
日本で用いられる「特別出演」は、原則として作品の一部分にしか出演しない脇役に起用された人物に用いられる肩書である。重鎮の出演、制作会社の垣根を超えた客演、俳優でない著名人などの出演といった場合のほか、上記のようなクレジット順をめぐる紛争の解決のために用いられる。この場合も表示の際は「特別出演」と明記する、「起こし」などを用いる、といった区別が図られる。
子供向けテレビアニメを題材としたアニメ映画では、映画版オリジナルキャラクターで、かつ声優以外を本業としたタレントが出演する場合は、特別出演として扱われている。一方、『劇場版ポケットモンスターシリーズ』の山寺宏一や水樹奈々のように、本業の声優が（本来の意味で）「特別出演」とクレジットされたアニメ映画作品もある。
連続テレビドラマ等で「特別出演」とされたキャストは1話きりの出演など、出番は比較的短い場合と、毎週出演だが、クレジットの順序の都合上で「特別出演」となった場合とがある。前者のキャストを対象に「ゲスト出演」と表記する場合もある。
類似の用語に「特別ゲスト出演」があり、連続したシリーズ作品において、メインキャラクターを演じていた出演者が新シリーズでレギュラーとしては降板し、いくつかのエピソードにだけ同じ役でゲスト出演する場合に用いられる。

#### 友情出演
「友情出演」は、監督や主演俳優が、友人の芸能人に出演を依頼した場合や、俳優自身が願い出てキャスティングされている場合に用いられる。多くの場合相場よりかなり低い出演料（いわゆる「友情価格」）か、無報酬の出演であることを示している。
特別出演・友情出演の由来と用例について、淡島千景は以下のように述べている。

### スタッフ等の順と肩書き

#### 映画の例
日本映画のオープニングクレジットにおける一例を示す。多くの場合、シナリオや撮影に直接関わる職掌が前半に、そうでないものが後半に置かれる傾向にあり、監督がキャストでいう「トメ」に配置される。
- 製作 または 企画
- 脚本
- 撮影
- 照明
- 録音
- 美術
- 音楽
- 編集
- 助監督
- スクリプター または 記録
- 大道具 または 装置
- 小道具 または 装飾
- メイク または 美粧
- 衣装
- 擬闘 または 殺陣
- 製作主任 または 進行主任 または 進行
- （この間キャスト情報）
- 監督
- サラウンド音源のライセンスロゴ（ドルビーデジタル、DATASAT、SDDSなど）

製作会社のクレジットは、冒頭部（本編開始直前）に共通のロゴタイプを置くことでクレジットに代えることが一般的である（メトロ・ゴールドウィン・メイヤーの「レオ・ザ・ライオン」、東映の「荒磯に波」など）。

#### テレビアニメの例
日本のテレビアニメのオープニングクレジットは、だいたい以下のような順番の場合が多い。ごく稀に声優がオープニングに来る場合がある。
- 原作、原案、企画
  - 出版社『雑誌等の名』連載（または 掲載）
- シリーズ構成、脚本、キャラクターデザイン、プロップデザイン
- 美術監督、色彩設定、撮影監督、編集
- 音響監督、音楽、音楽制作、音楽プロデューサー、オープニングディレクター、オープニング曲名
- プロデューサー、アニメーションプロデューサー、アニメーション制作、監督
- 製作、制作、制作・著作

#### その他のテレビ番組の例
スタジオ・ロケ地等に出演者が存在する収録番組における、エンディングクレジットの一例を示す。多くは原作者・企画者が、いない場合は放送作家または脚本家がトップに表示される。以降は収録に関わるスタッフごと・美術に関わるスタッフごと・編集に関わるスタッフごとなど、カテゴリごとにまとまる以外は、順不同で配置される傾向にあり、放送局および番組制作会社がキャストでいう「トメ」に配置される。
- 企画 または 企画編成
- 原作
- 構成 または 脚本 または ブレーン
- 音楽
  - 主題歌
- ナレーター
- 技術 または TP またはTD または TM
- SW
- カメラ または 撮影 または CAM (昔TBSでは映像と表記)
  - カメラアシスタント または CA
- 照明 または LD
- VE または 映像(カラー)調整
- 音声 または AUD または ミキサー(MIX)
- PA（パブリックアドレス）
- 美術 または 美術プロデューサー または アートディレクター
- 美術デザイン または アートデザイナー
- 大道具 または 装置
- 小道具 または 装飾 または 美術進行
  - アクリル装飾
  - 電飾
- 持道具 または プロップ
- 特殊美術 または 特殊道具
- スタイリスト または 衣装
- メイク または 美粧 または ヘアメイク
- かつら または 結髪
- タイトル
- 編集 または オフライン編集
- VTR編集 または EED または ライン編集 (NHKでは映像技術)
- MA または 整音 (NHKでは音声)
- 音響効果 または 音効
- TK または タイムキーパー または 記録
- スチル
- デスク
- 調査 または リサーチ
- 協力（主に衣装協力 技術協力 美術協力 資料協力 取材協力 企画協力など）
- AD または 制作スタッフ
- AP または 制作補
- ディレクター または FD (フロアディレクター) または 演出補
- チーフディレクター または 演出
- 監修 または スーパーバイザー
- プロデューサー
- CP または EP または GP
- 制作協力
- 制作著作 または 制作（放送局によっては製作・製作著作）

## その他の表示情報
- 民間放送のテレビ番組のうち、スポンサー付きの番組では、開始時・終了時を基本に、本編の随所で提供クレジットが表示される[1]。
- 日本のテレビドラマの場合、本編開始直後などに「このドラマはフィクションです」と書かれた注意喚起の文章を必ず出す。かつては番組の終端部（エンドロールがすべて終わったあとか、次回予告の直後）にブルーバックの一枚画などで「このドラマはフィクションであり登場する人物・団体等の名称はすべて架空のものです」「このドラマはフィクションであり、実在のものとは関係ありません。」などと表示していたが、1990年代後半にはそれが本編か次回予告の最後に画面下端に小さい字幕で組み込まれるようになったものである。映画でも、同様の文章がエンドロールの末端に他の文章と共に書かれていることが多い。